# Amônio de Hérmias
Amônio (português brasileiro) ou Amónio de Hérmias (português europeu) em grego clássico: Ἀμμώνιος τοῦ Ἑρμείου, também Amônio de Alexandria, (em latim: Ammonius Hermiae; Alexandria, entre 435 e 450 – provavelmente depois de 517) foi um influente filósofo antigo tardio. Ele pertencia ao movimento neoplatônico, que era dominante na filosofia da época. Seu epíteto Hérmias, que serve para distingui-lo dos filósofos de mesmo nome, significa filho de Hérmias.
Amônio estudou em Atenas. Após completar sua educação, retornou à sua cidade natal, onde ensinou e iniciou o hábito de realizar comentários sobre Aristóteles que foi continuado por seus alunos. Ele também comentou sobre o Isagoge do neoplatônico Porfírio, uma introdução muito difundida ao estudo das Categorias, um dos tratados seminais de Aristóteles sobre lógica. Como Amônio não era adepto da religião do Estado cristão, ele se envolveu em um conflito entre os neoplatônicos pagãos e o Patriarca de Alexandria, que ele conseguiu resolver para si e sua Escola através de um acordo com o Patriarca.

## Vida

### Origem, educação e atividade docente
O nascimento de Amônio é datado de acordo com uma opinião de pesquisa mais antiga entre 435 e 445 e de acordo com uma abordagem mais recente entre 437 e 450. Seu pai era o neoplatônico egípcio Hérmias de Alexandria e sua mãe Edésia, parente do filósofo Siriano, que liderou a renomada Escola de filosofia ateniense como escolarca na década de 430. Hérmias conhecera Edésia em Atenas quando estudava lá com Siriano. A Escola ateniense, que continuou a tradição da Academia de Platão, era o centro mais importante do platonismo na época, portanto, era atraente para os egípcios que estavam ansiosos para aprender.
Após completar seus estudos, Hérmias voltou para sua cidade natal de Alexandria. Lá ele conseguiu um emprego como professor de filosofia pago publicamente. Com sua esposa Edésia ele teve três filhos, o mais velho dos quais morreu aos sete anos. Amônio foi o segundo mais velho. Hérmias provavelmente morreu por volta de 450.
Após a morte de Hérmias, a viúva Edésia convenceu-se de que sua posição não seria preenchida, mas seria reservada para seus dois filhos sobreviventes, Amônio e seu irmão mais novo Heliodoro. Os irmãos ainda eram jovens. A cidade de Alexandria continuou a pagar o salário do falecido como sustento para seus filhos. Edésia mudou-se para Atenas com seus filhos para lhes dar a melhor educação filosófica possível. Na comunidade ateniense de filósofos, Amônio e Heliodoro tornaram-se alunos do famoso neoplatônico Proclo, que sucedeu Siriano. Amônio se destacou em geometria e astronomia.
Depois dos estudos, que deve ter durado de cinco a seis anos, Edésia e seus filhos voltaram para Alexandria. Enquanto Heliodoro trabalhava como astrônomo — nada se sabe de uma atividade filosófica — Amônio tornou-se professor. Ele provavelmente poderia assumir o cargo vago de seu pai. Além de filosofia, também ensinou geometria e astronomia; em particular, ele tratou da astronomia de Ptolomeu em seus cursos. O foco de suas aulas de filosofia eram os ensinamentos de Platão e Aristóteles. Além disso, Amônio participou da pesquisa astronômica de seu irmão.
Entre os alunos de Amônio estava o conhecido neoplatônico Damáscio, que — na época ainda muito jovem — entrou em um relacionamento mais próximo com a família de filósofos; aparentemente ele estava perto de Edésia, porque lhe deu o elogio, que decorou com versos. Mais tarde, Damáscio escreveu a História Filosófica (anteriormente chamada Vita Isidori), a principal fonte para a vida de Amônio; no entanto, só sobreviveu de forma fragmentária. De acordo com Damáscio, Amônio era muito trabalhador, e seu comentário sobre Aristóteles foi o mais útil de todos.
Escavações em Alexandria relatadas em 2007 descobriram restos de um extenso complexo de edifícios que Amônio, entre outros professores, pode ter usado para ensinar.
Que Amônio ainda estava vivo em 517 é geralmente assumido em pesquisas acadêmicas, mas não há prova disso. Também não há evidências claras para a suposição às vezes feita na literatura de pesquisa de que ele já havia morrido em 526. Uma indicação é que seu aluno Olimpiodoro, o Jovem, ainda estava ativo em 565; isso sugere que Amônio ainda estava dando aulas pelo menos na segunda década do século VI.

### Postura político-religiosa
Entre a maioria da população cristã de Alexandria e os adeptos dos cultos tradicionais, aos quais pertenciam os neoplatônicos, houve sérias tensões que eclodiram violentamente e também levaram a medidas oficiais contra os filósofos. Amônios originalmente pertencia à minoria religiosa. Como um proeminente professor de filosofia, ele se envolveu no conflito, embora não tivesse se exposto religiosamente e também aceitasse cristãos como alunos. O curso da disputa não é claro em detalhes; a compreensão dos acontecimentos é dificultada pelo fato de que os fragmentos preservados da História Filosófica de Damáscio são às vezes difíceis de classificar e interpretar e Damáscio julgou o caráter de seu ex-professor, em quem via um traidor, de forma muito negativa.
O certo é que houve uma perseguição aos filósofos que pertenciam à minoria religiosa. O conflito religioso em Alexandria se intensificou ao longo da década de 1980 até que o imperador Zenão interveio em 488/489. Por instigação do Patriarca Petros III Mongo de Alexandria, um enviado especial, imperial chamado Nicomedes foi enviado a Alexandria para investigar alegações contra os professores de filosofia, após o que alguns estudiosos se esconderam; outros foram presos e torturados. Como resultado, as atividades de ensino anteriormente florescentes dos neoplatônicos em grande parte pararam. Amônio foi o único professor de filosofia não cristã que sobreviveu à crise sem ser molestado. Ele conseguiu continuar seu ensino com sucesso após chegar a um acordo com a Igreja. O fato de ele não demonstrar nenhum zelo religioso por vontade própria facilitou a compreensão. A dimensão religiosa do neoplatonismo, que desempenhou um papel central, por exemplo, para seu professor Proclo e seu aluno Damáscio, parece ter sido alheia a ele.
Damáscio afirmou que, como oportunista, Amônio estava interessado apenas em seu ganho pessoal; ele havia feito um acordo com o patriarca por ganância. Os pesquisadores consideraram a possibilidade de que Amônio tenha revelado onde os filósofos fugitivos estavam escondidos. No entanto, isso não emerge dos fragmentos preservados da obra de Damáscio e é improvável. Possivelmente a acusação de ganância se refere aos esforços do professor de filosofia para não perder seu salário público. Em relação às circunstâncias financeiras, Damáscio relatou em um contexto diferente que a mãe de Amônio, Edésia, que era conhecida por sua generosidade, deixou seus filhos com um fardo de dívidas.
O conteúdo do acordo entre Amônio e o patriarca é desconhecido; a única coisa certa é que a partir de então foi permitido ao professor de filosofia ensinar sem ser perturbado. No passado, os estudiosos levantaram a hipótese de que Amônio concordou em concentrar seus ensinamentos em Aristóteles porque seus ensinamentos ofereciam aos cristãos menos pontos de ataque do que o platonismo, que estava mais intimamente associado à religião antiga. De fato, todas as obras sobreviventes de Amônio lidam com a filosofia aristotélica. No entanto, a suposição de que isso se deve ao acordo é especulativa e não convincente consoante o estado atual da pesquisa. A pesquisa até sugeriu que Amônio se converteu ao cristianismo, mas essa hipótese provou ser implausível. Richard Sorabji acredita que Amônio se comprometeu principalmente a renunciar às práticas de culto em sua escola.
Pesquisas mais antigas enfatizavam que em Alexandria, onde os cristãos podiam participar das aulas de um neoplatônico, a relação entre as religiões era geralmente mais relaxada nos círculos educacionais do que em Atenas, onde os neoplatônicos adotavam uma atitude militante anticristã. Em Atenas, a filosofia estava intimamente ligada à teologia pagã e às práticas de culto, em Alexandria eram cultivadas áreas temáticas predominantemente neutras em termos religiosos e havia menos especulação metafísica. Essa diferença também serviu para explicar porque a escola em Atenas acabou sendo oficialmente fechada, enquanto em Alexandria o ensino da filosofia sobreviveu ao desaparecimento do que restava da religião antiga. Hoje, porém, as relações complexas são vistas de forma mais diferenciada. Os dois centros mantiveram uma animada troca de ideias e personalidades, e vários filósofos estudaram ou ensinaram em ambos os locais ao longo de suas vidas. Havia oponentes consistentes do cristianismo entre os filósofos em Alexandria, bem como em Atenas, como mostram as tensões e conflitos descritos nas fontes.
De qualquer forma, em Alexandria, o rumo que Amônio estabeleceu em relação às suas prioridades pessoais desempenhou um papel decisivo. Ele aparentemente não foi guiado por fortes convicções religiosas, mas era principalmente um erudito. Portanto, ele conseguiu aceitar as condições existentes com mais facilidade do que outros neoplatônicos e, assim, garantir a continuação do ensino.

## Obras
Comentários sobre Da Interpretação, sobre as Categorias, sobre os Analíticos Anteriores (incompleto) e sobre o Isagoge, uma introdução às Categorias de Aristóteles escritas pelo neoplatônico Porfírio, sobreviveram. O próprio Amônio editou e publicou o comentário sobre Da Interpretação; os outros comentários são notas de alunos de suas aulas, que circularam em seu nome, mas que provavelmente serão enriquecidas com material inautêntico.  Além disso, seus alunos João Filopono e Asclépio de Trales publicaram, sob seus próprios nomes, comentários sobre as obras de Aristóteles e sobre a Introdução à Aritmética de Nicômaco de Gerasa, cujo material de partida foram notas de suas palestras. Como resultado, as principais características do comentário de Amônio sobre outros escritos de Aristóteles também foram proferidas: Metafísica, Física, Meteorologica, Analíticos Posteriores, Da Alma e Da Geração e da Corrupção.
Algumas das obras de Amônio mencionadas na literatura posterior foram perdidas, exceto por pequenos fragmentos, incluindo um comentário sobre os Tópicos de Aristóteles e um tratado sobre conclusões hipotéticas. Um tratado ocupa-se da ideia de Deus de Aristóteles, e em outro, Amônio abordou uma passagem dos Diálogos, Fédon, de Platão, onde ele se opunha à afirmação de que Platão havia sido cético. Olimpiodoro, o Jovem relata que Amônio ensinou Górgias de Platão em sala de aula, mas isso não é evidência de que ele escreveu um comentário sobre esse diálogo.
Um escrito perdido de Amônio sobre o astrolábio, mencionado por João Filopono, aparentemente apareceu no século XX; Christos Soliotis acredita que este é um texto que ele descobriu em dois manuscritos na Biblioteca Nacional Austríaca e publicado em 1987.

## Ensinamentos
Amônio enfatiza sua independência. Ele afirma que um comentarista não precisa aceitar tudo o que comenta como verdade desde o início, mas deve examinar todas as afirmações criticamente e, se necessário, voltar-se contra elas.

### Metafísica e Cosmologia
Segundo a visão da história da filosofia que prevaleceu nos círculos neoplatônicos desde Porfírio, há um acordo fundamental entre Platão e Aristóteles. Amônio assume o mesmo. Ele considera aparentes as diferenças entre as doutrinas dessas duas principais autoridades; Aristóteles não combateu a ontologia de Platão, mas apenas sua interpretação errônea por alguns platônicos. A metafísica de Amônio concorda com as convicções básicas dos neoplatônicos da antiguidade tardia. Conforme a doutrina neoplatônica do mundo inteligível e sua divisão em hipóstases (níveis de ser), em contraste com os cristãos, ele diferencia entre o Um (divindade suprema, princípio supremo) e o demiurgo (criador), que ele considera como o originador (indireto) das coisas sensíveis sensuais. Enquanto ele emprega o termo “o deus” para ambos onde o contexto não requer diferenciação, isso não significa que ele os iguala. Na divindade de Aristóteles, o “motor imóvel”, Amônio vê tanto a causa final (causa finalis) quanto a causa efetiva (causa efficiens) do cosmos. Com essa suposição, ele mostra uma harmonia da teologia aristotélica com a de Platão. Ele considera a existência do mundo como uma consequência necessária da bondade do demiurgo. Como essa necessidade é independente do tempo, ele considera o mundo eterno, rejeitando assim a ideia cristã de que o mundo surgiu no tempo. Se o cosmos tivesse surgido em um determinado momento, Deus teria decidido no tempo e, assim, feito uma mudança de mente, impossível porque contradiz a imutabilidade de sua natureza. Só se pode falar de criação no sentido de causalidade, não no sentido de um processo específico no tempo. Amônio não atribui a criação de coisas transitórias a uma influência direta do demiurgo, mas assume que autoridades intermediárias são responsáveis por isso; apenas para a existência de entes eternos no cosmos é o demiurgo a causa imediata.
Também na Teoria das ideias e substâncias, Amônio empreende uma harmonização de Platão e Aristóteles ao interpretar os escritos de Aristóteles sobre Categorias de maneira platônica. A substância individual dos particulares concretos, que Aristóteles chama “primeira”, é, segundo Amônio, primeira apenas enquanto é reconhecida pelo homem antes da “segunda” substância, a geral. Assim, há apenas uma prioridade epistemológica da substância individual. Em substância, “por natureza”, é o contrário: a substância individual reconhecível anterior é a “posterior”, ou a segunda, porque é constituída pela ontologicamente “anterior”, a substância geral. Assim, em Amônio, o geral tem precedência sobre o particular, que lhe é devido acordo com a filosofia de Platão. O geral da “segunda” substância para Aristóteles não é entendido como um produto da abstração conceitual e não precisa das substâncias individuais para sua existência. Em vez disso, diz-se que “é” de acordo com um substrato. Assim, a substância que Aristóteles chama segunda é, do ponto de vista ontológico — isto é, na realidade — a primeira.

### Questão de lógica e determinismo
Na lógica, Amônio é fortemente influenciado por seu professor Proclo; como ele mesmo diz, seu comentário sobre Da Interpretação é baseado em notas das lições de Proclo, que ele complementa com suas próprias explicações. Nesse comentário ele relata a disputa sobre o determinismo. Em particular, comenta o “argumento da batalha naval” apresentado e rejeitado por Aristóteles no nono capítulo do Da Interpretação. O argumento frequentemente discutido baseia-se na consideração de que a afirmação “Amanhã haverá uma batalha naval”, se verdadeira, é verdadeira independentemente do tempo, portanto,  já é verdadeira hoje; sua verdade já está assim estabelecida antes do evento. A partir disso, conclui-se que o evento é determinado. Como Aristóteles, Amônio rejeita o determinismo; ele encontrará uma solução distinguindo entre afirmações verdadeiras definidas (necessárias) e indefinidas (simples, não necessárias). Em pesquisas mais antigas, ele foi contado entre os defensores da “interpretação padrão” tradicional, o que significa que, para Aristóteles, as declarações sobre eventos futuros não são verdadeiras nem falsas, desde que o evento ainda seja contingente. Isso restringe o princípio da bivalência, que permite apenas os valores de verdade “verdadeiro” e “falso” e atribui exatamente um desses valores de verdade a cada afirmação. Sem essa limitação, uma compreensão determinista teria que ser aceite. Consoante o estado atual da pesquisa, no entanto, pode-se supor que Amônio atribui uma posição bivalente não padronizada a Aristóteles e também a representa. De acordo com essa posição, pode-se aderir a uma doutrina não determinista sem ter que restringir a bivalência; afirmações sobre o futuro são sempre verdadeiras, mas não necessariamente verdadeiras agora. Amônio também lida com dois outros argumentos deterministas que não aparecem em Aristóteles. Um deles é o “argumento do ceifador”, dirigido contra a admissibilidade lógica de declarações talvez relacionadas ao futuro, o outro diz respeito à providência. Amônio acredita que se pode atribuir aos deuses um conhecimento atemporal e preciso de todo o futuro sem que essa posição tenha que levar ao determinismo. Os eventos futuros são contingentes em sua própria natureza, mas fixados na perspectiva do conhecimento divino atemporal. Para os deuses há conhecimento da ordem cronológica dos acontecimentos, mas nenhuma distinção entre passado e futuro. Dado que os deuses estão fora do tempo, eventos contingentes do futuro são conhecidos por eles, mas não de forma que pareçam tão futuros para eles quanto para os humanos.

## Recepção
Antiguidade tardia
Os discípulos de Amônio incluíam filósofos famosos como Damáscio, Simplício, Olimpiodoro, o Jovem e João Filopono, bem como estudiosos menos conhecidos, como Asclépio de Trales, o futuro bispo Zacarias de Mitilene (também conhecido como Zacarias Escolástico ou Zacarias Retórico) e o proeminente médico Géssio ( Gésio ) de Petra. Enquanto Damáscio criticava severamente o caráter de seu professor em sua História Filosófica, ele reconheceu sua extraordinária diligência e conhecimento, especialmente em astronomia e geometria. A forte influência de Amônio na filosofia da antiguidade tardia baseou-se principalmente em seu comentário de Aristóteles e também se afirmou através dos comentários de Aristóteles de seus alunos, que usaram suas notas de suas palestras. Seu comentário sobre a Isagoge de Porfírio influenciou comentários posteriores sobre este trabalho. No século VI, o neoplatônico Davi (“Davi, o Invencível”), aluno de Olimpiodoro, o Jovem e comentarista de Aristóteles, que provavelmente veio da Armênia, referiu-se aos ensinamentos de Amônio e adotou algumas de suas ideias. Isso levou a uma recepção armênia de Amônio, porque as obras de Davi não foram apenas distribuídas nas versões originais gregas, mas também foram traduzidas para o armênio antigo.
Zacarias de Mitilene escreveu um diálogo Sobre a Criação do Mundo (De mundi opificio), onde fez aparecer Amônio. O trabalho, que, na verdade, consiste em cinco diálogos, é frequentemente chamado Amônio. A história de fundo é uma conversa entre o autor e um jovem cristão influenciado pelos ensinamentos de Amônio e a quem ele dissuade dessa tendência. Amônio não consegue defender convincentemente a doutrina da eternidade do mundo. Zacarias afirmou que seu relato foi baseado em conversas reais que ele teve em Alexandria com seu professor Amônio. Ele acusou Amônio de encobrir o contraste entre Platão e Aristóteles. Este era um ponto comum de discórdia entre cristãos e neoplatônicos; os cristãos enfatizavam as diferenças de opinião dos filósofos pagãos para desacreditar seus ensinamentos, enquanto os neoplatônicos postulavam um sistema platônico-aristotélico unificado e coerente.
Uma influência de Amônio nos comentários latinos de Boécio sobre Aristóteles e até mesmo uma visita de estudo de Boécio em Alexandria eram suspeitas em pesquisas mais antigas, mas essa visão não pôde prevalecer. Jean-Yves Guillaumin apresentou a hipótese de que Boécio usou o comentário alexandrino sobre a Introdução à Aritmética de Nicômaco de Gerasa, baseado nos ensinamentos de Amônio, para escrever De Institutione Arithmetica.
Idade Média
Estudiosos bizantinos usaram os comentários de Amônio sobre a lógica aristotélica. No século IX Fócio usou o trabalho relevante do neoplatônico alexandrino para explicar as Categorias, e no século XI foi usado pelo autor desconhecido do Synopticon syntagma tes philosophias, um compêndio sobre lógica. Os efeitos posteriores do comentário sobre Da Interpretação podem ser vistos em escólios bizantinos anônimos.
No mundo de língua árabe da Idade Média, Amônio era conhecido como o comentarista de Aristóteles. Seu comentário sobre o Isagoge de Porfírio foi traduzido para o siríaco e o árabe. O filósofo Alfarábi se referiu à sua argumentação sobre a doutrina da criação. Alfarábi conhecia a metafísica do alexandrino; presumivelmente ele usou uma introdução ao Corpus aristotelicum que remonta a Amônio e agora está perdido. Para os trabalhos de Avicena sobre metafísica, os estudiosos assumem uma influência considerável do comentário de Amônio sobre Aristóteles.
A obra doxográfica Sobre as Visões dos Filósofos foi erroneamente atribuída a Amônio. Embora este trabalho, que sobreviveu em apenas um manuscrito, seja baseado em fontes antigas, foi escrito por um filósofo árabe do século IX (Pseudo-Amônio).
Os comentários de Amônio sobre as Categorias e sobre a Isagoge provavelmente foram traduzidos para o georgiano no século XII; o manuscrito sobrevivente mais antigo data do século XIII.
A doutrina de Amônio e sua escola de conceitos gerais, que na Idade Média eram chamados universais, tiveram um forte efeito posterior nos filósofos medievais. Os universais são divididos em três:
- as ideias platônicas, que existem “antes dos muitos”, isto é, antes dos particulares, portanto, independentes deles; na terminologia medieval universalia ante rem
- as formas “nos muitos”, isto é, aquilo que dá à matéria dos particulares suas respectivas propriedades; na terminologia medieval universalia in re
- os conceitos presentes na mente humana “depois dos muitos”, isto é, após serem derivados das impressões dos sentidos por um processo de abstração; na terminologia medieval universalia post rem.

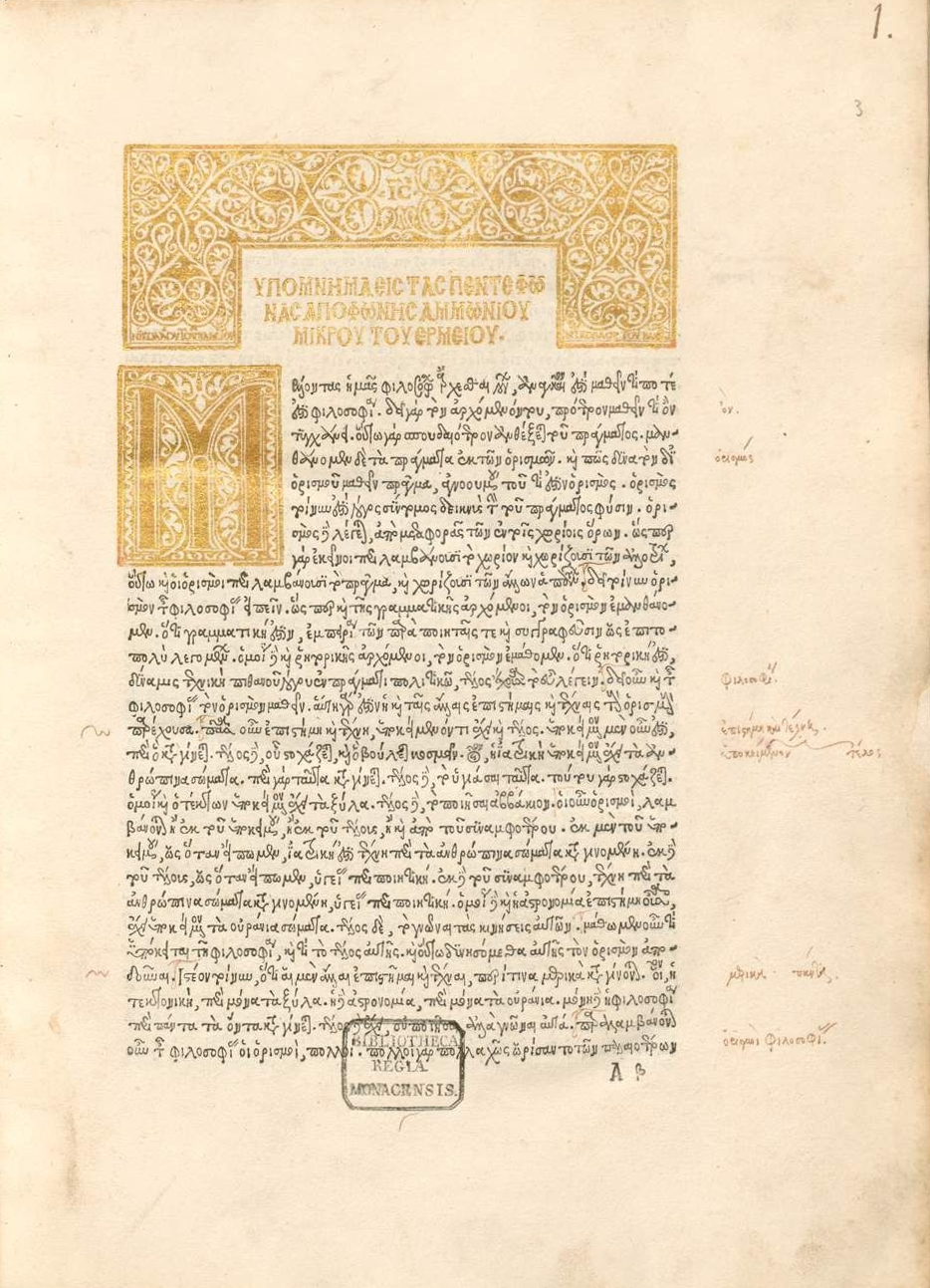
A primeira página da primeira edição do comentário Isagoge de Amônio, Veneza 1500

Este conceito foi geralmente aceite no Império Bizantino e também foi adotado por Avicena. No Ocidente foi recebido por Alberto Magno, que no que lhe concerne influenciou pensadores posteriores.
Guilherme de Moerbeke traduziu o comentário de Amônio sobre Da Interpretação para o latim em 1268. Nesta versão latina, a obra foi acessível a Tomás de Aquino, que a utilizou para seu próprio comentário.
Tempos modernos
A primeira edição do comentário de Amônio sobre o Isagoge foi publicada pelo editor veneziano Nicolau Vlastos em 1500; o editor foi o estudioso cretense Zacarias Calliergi. O humanista Pompônio Gaurico realizou uma tradução latina desta obra, publicada pela primeira vez em Veneza em 1504 e reimpressa várias vezes no século XVI. A primeira edição do comentário sobre Da Interpretação foi publicada por Aldo Manúcio em Veneza em 1503.
A pesquisa moderna reconhece que Amônio deu acentos significativos por não seguir o curso duramente anticristão de seus colegas atenienses e por enfatizar os estudos de Aristóteles em particular. Koenraad Verrycken chega à conclusão de que Amônio exerceu moderação sobre a metafísica muito complexa dos neoplatônicos atenienses e preferiu um sistema simplificado mais orientado para o modo de pensar aristotélico. Por um lado, ele “neuplatonizou” a metafísica de Aristóteles, mas por outro também “aristotelizou” o neoplatonismo. Matthias Perkams, que fala de um "aristotelismo neoplatônico" na escola de Amônio, tem um julgamento semelhante. Perkams pensa que a conquista filosófica de Amônio é “mais integradora do que original”, mas ele também foi capaz de reinterpretações originais e, assim, “alcançou uma teoria sistematicamente bastante fechada”. Sua habilidade de combinar habilmente diferentes aspectos de um problema veio no momento oportuno.
Em 1976, a cratera de impacto lunar Ammonius recebeu o nome do antigo estudioso.

## Edições e traduções das obras

### Edições
- Adolf Busse (ed.): Ammonius: In Porphyrii isagogen sive V voces (= Commentaria in Aristotelem Graeca vol. 4 parte 3). Georg Reimer, Berlim 1891 (edição crítica)
- Adolf Busse (ed.): Ammonius: In Aristotelis categorias commentarius (= Commentaria in Aristotelem Graeca vol. 4 parte 4). Georg Reimer, Berlim 1895 (edição crítica)
- Adolf Busse (ed.): Ammonius: In Aristotelis de interpretatione commentarius (= Commentaria in Aristotelem Graeca vol. 4 parte 5). Georg Reimer, Berlim 1897 (edição crítica)
- Max Wallies (ed.): Ammonii in Aristotelis analyticorum priorum librum I commentarium (= Commentaria in Aristotelem Graeca vol. 4 parte 6). Georg Reimer, Berlim 1899 (edição crítica)
- Christos Soliotis (ed.): Unpublished Greek texts on the use and construction of Astrolabe. In: Praktika tes Akademias Athenon 61/1 (1986), 1987, p. 423–454 (p. 430–434 edição crítica do tratado sobre o astrolábio atribuído a Amônio; Introdução do editor em grego com um resumo em inglês)

### Traduções
Inglês
- de Hérmias, Amônio (2013). On Aristotle On interpretation 1-8. Traduzido por David L. Blank 2.ª ed. Londres: Bloomsbury. OCLC 878148013
- de Hérmias, Amônio (1998). On Aristotle On interpretation 9. Traduzido por David L. Blank. Londres: Duckworth. OCLC 40309504
- de Hérmias, Amônio (1991). On Aristotle Categories. Traduzido por Marc Cohen, Gareth B. Matthews 2.ª ed. Londres: Duckworth. OCLC 551312181
- de Hérmias, Amônio (2020). Interpretation of Porphyry's introduction to Aristotle's five terms. Traduzido por Michael Chase. Londres: Bloomsbury. OCLC 1090283298

Francês
- Aristóteles (1983). Les Attributions (Catégories) : le texte aristotélicien et les Prolégomènes d'Ammonios d'Hermeias. Traduzido por Yvan Pelletier. Montreal: Bellarmin. OCLC 11393581

Georgiano (medieval)
- Maïa Rapava (ed.): T'xzulebebi k'art'ul mcerlobaši: Amonios Ermisis t'xzulebebi k'art'ul mcerlobaši (As obras de Amônio de Hérmias na literatura georgiana). Tbilisi 1983 (edição crítica das traduções georgianas)

Latim (medieval)
- Gérard Verbeke (ed.): Ammonius: Commentaire sur le Peri Hermeneias d’Aristote. Traduction de Guillaume de Moerbeke (= Corpus Latinum commentariorum in Aristotelem Graecorum 2). Publications Universitaires de Louvain, Louvain 1961

Latim (humanista)
- de Hérmias, Amônio (2002).  Rainer Thiel, Charles Lohr, ed. Commentaria in quinque voces Porphyrii. Traduzido por Pompônio Gaurico. Stuttgart-Bad Cannstatt: Frommann-Holzboog. OCLC 50777221 (Reimpressão das edições Veneza 1539 e Veneza 1562 com introdução dos editores)
- de Hérmias, Amônio (2005).  Rainer Thiel, Gyburg Radke, Charles Lohr, ed. Commentaria in Peri hermeneias Aristotelis. Traduzido por Bartolomeu Silvano. Stuttgart-Bad Cannstatt: Frommann-Holzboog. OCLC 58719379 (Reimpressão da edição de Veneza 1549 com introdução dos editores)